# ثقافة ألبانيا

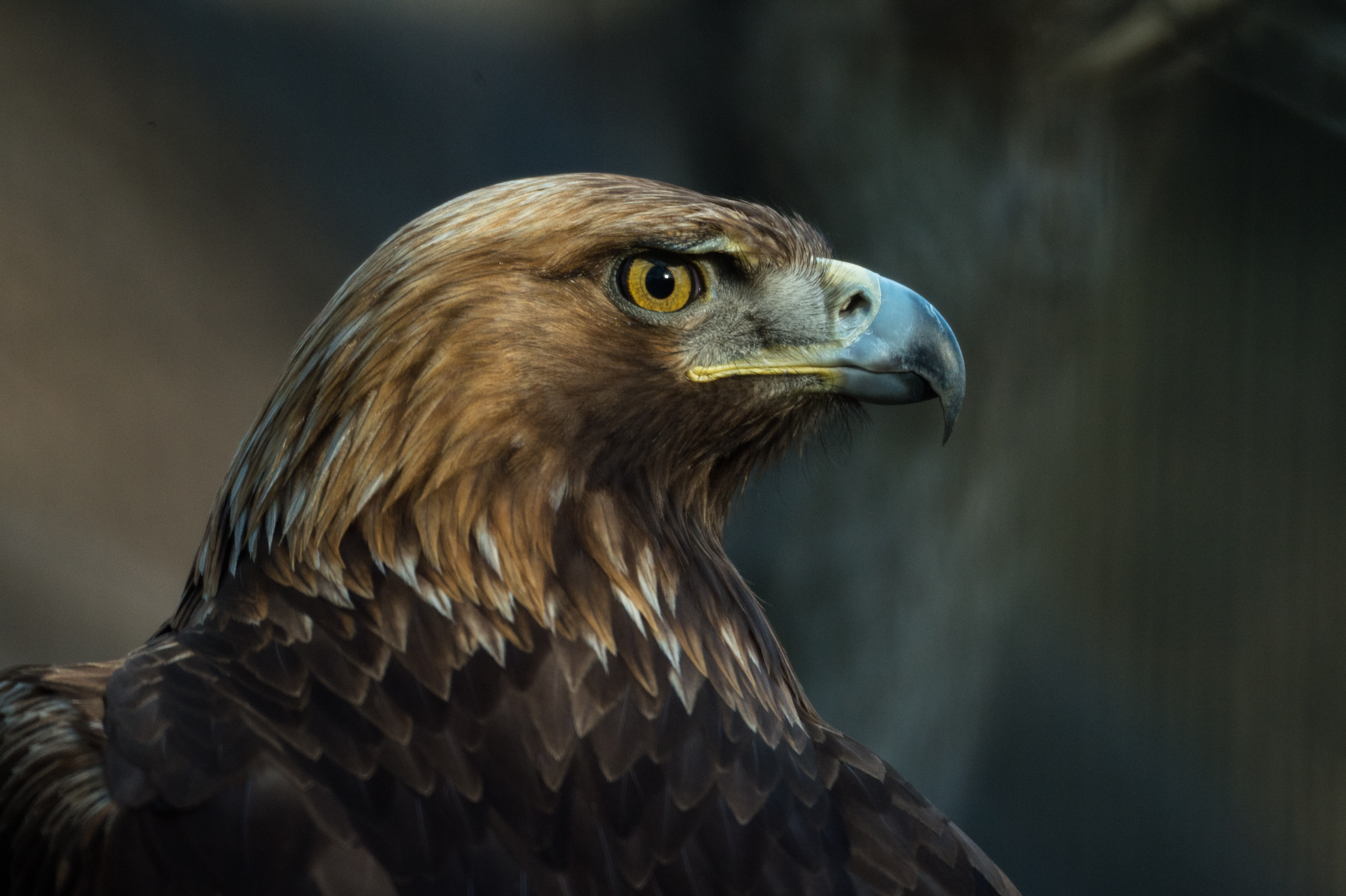

ثقافة ألبانيا مصطلح يجسد العناصر الفنية والغذائية والأدبية والموسيقية والسياسية والاجتماعية التي تمثل ألبانيا والشعب الألباني. تشكلت الثقافة الألبانية بغالبيتها من خلال جغرافية ألبانيا وتاريخها. نشأ من الإليريين، بمعتقداتهم الوثنية وطريقة حياتهم المحددة في المناطق المشجرة في أقصى جنوب أوروبا، كما تأثرت الثقافة الألبانية بالإغريق والرومان والبيزنطيين .
يمكن فصل الألبان ثقافيًا ولغويًا إلى مجموعتين مثل غيجز الشمالية وتوسكس الجنوبية. يعتبر نهر شكومبين الخط الفاصل بين المجموعتين على أساس اللهجة، وهو يعبر ألبانيا من الشرق إلى الغرب. خارج ألبانيا، يتحدث ألبان كوسوفو وشمال غرب مقدونيا والجبل الأسود وكرواتيا لهجة الغيج. من ناحية أخرى، يتحدث ألبان اليونان وجنوب غرب مقدونيا وجنوب إيطاليا لهجة توسك. يمكن أن يكون التنوع بين الغيج والتوسك كبيرًا، لكننا نجد كلا الجانبين مرتبطين بقوة بالثقافة القومية والعرقية المشتركة.
ألبانيا اسم البلد اللاتيني المعتمد في العصور الوسطى. اشتُقّ الاسم من قبيلة الإيليرية في ألبانوي ومن عاصمتهم ألبانوبوليس التي ذكرها بطليموس في العصور القديمة. أطلق الألبان سابقًا على بلدهم «اربيري» و«أربيني» وأشاروا إلى أنفسهم باسم «أربيشي» و«أربينيشي» حتى القرن السادس عشر ليحل الاسم المحلي «شكيبتاري» و«شكيبتارلي» تدريجيًا محل الاسمين الأولين. فُسّر المصطلحان «شكيبتاري» و«شكيبتارلي» على التوالي أنهما يعنيان «أرض النسور» وأبناء النسور.
النسر ذو الرأسين الرمز القومي والعرقي لجميع الناطقين بالألبانية. يظهر الرمز في نحوت حجرية يعود تاريخها إلى القرن العاشر عند إنشاء إمارة أربانون، كما استخدمه العديد من العائلات النبيلة في ألباني شعارًا في ذلك الوقت. يظهر النسر ذو الرأسين رمزًا للشجاعة والبسالة والحرية والبطولة.
يعتبر التسامح الديني في ألبانيا، وهي موطن للمسلمين والمسيحيين واليهود، من أهم قيم وتقاليد الشعب الألباني. يُعرف الألبان جيدًا بهذه القيم ويتميزون بالتعايش السلمي بين المؤمنين على اختلاف طوائفهم الدينية في البلاد
بفضل تاريخها الطويل، تعد ألبانيا موطنًا للعديد من المعالم القيمة مثل بقايا بوترينت ومدينتي بيرات وجيروكاستر من العصور الوسطى والمدرج الروماني في دوريس والمقابر الإليرية وحصن باشتوفي. يمكن العثور على أمثلة أخرى للمساهمات  الألبانية المهمة في مجال الهندسة المعمارية في أبولونيا وبيليس وسكودر وغيرها.
على الرغم من أنها دولة صغيرة، إلا إن لألبانيا ثلاثة مواقع في قائمة مواقع التراث العالمي لليونسكو وعنصر واحد للتراث الثقافي غير المادي. تعتبر مخطوطات بيرات ذات أهمية كبيرة للمجتمع العالمي كما لتطور الأدب التوراتي والليتورجي والسيرة التقديسية، لذلك سجلت في سجل ذاكرة العالم لليونسكو في عام 2005.

## نمط الحياة

### العشائر
تعتمد الهيكلة الاجتماعية الألبانية التقليدية على العشائر التي تتميز بثقافة مشتركة، وتكوّن في الغالب سلالة مشتركة وروابط اجتماعية مشتركة. في الماضي، دافعت معظم العشائر عن أراضيها ومصالحها ضد العشائر الأخرى وضد القوى الخارجية.
من الواضح أن المجتمع القبلي الألباني تبلور في جبال شمال ألبانيا والمناطق المتاخمة للجبل الأسود، وكان أيضًا موجودًا في نظام أقل تطورًا في المنطقة الجنوبية. أحد العناصر الأكثر خصوصية للبنية القبلية الألبانية هو اعتمادها على «قانون ليكي دوكاجيني».
ورثت هذه الهيكلية الاجتماعية عن الإليريين القدماء، وازدهرت حتى السنوات الأولى من القرن العشرين، وظلت سليمة إلى حد كبير حتى وصول النظام الشيوعي إلى السلطة في عام 1944.

### أودا
تعتبر «أودا» غرفة نموذجية كبيرة في منزل ألباني تقليدي يستخدمه المضيف لاستقبال ضيوفه. تقليديا، المضيف والضيوف في «أودا» رجال كبار في السن ورجال متزوجون. حتى نهاية القرن العشرين، لم يُسمح للنساء والأولاد الصغار بدخول الغرفة. في «أودا»، يتحدث الرجال ويخوضون النقاشات السياسية ويغنون حتى ساعات متأخرة خلال «جلسة» أودا، تُنقل الأحداث والتقاليد التاريخية شفهيًا من خلال النقاشات والأغاني.

### الأعياد والمناسبات
لأن تاريخها طويل وحافل بالأحداث، نجد العديد من الأعياد الثقافية والدينية في جميع أنحاء البلاد. يحتفل الألبان، سواء كانوا في ألبانيا أو في كوسوفو أو في أي دولة أخرى ودول أخرى، باستقلالهم وبيوم العلم في 28 نوفمبر من كل عام. تقام احتفالات ومهرجانات وحفلات موسيقية مختلفة للاحتفال باليوم التاريخي في المدن الكبرى من بينها تيرانا وبريشتينا، حيث تقام احتفالات ومسيرات عسكرية.
يحتفل من يتبعون الديانة المسيحية بعيد الميلاد، بينما يعتبر المسلمون باجرام عيد مغفرة ونصر أخلاقي وسلام وزمالة ووحدة. يقدّم هؤلاء الأضاحي من أجل هذا العيد، ويقدمون اللحوم لعائلاتهم وأصدقائهم وللفقراء.
تعتبر فيتا إي فيريس من المناسبات الوثنية في ألبانيا، وتحظى بشعبية كبيرة خاصة في إلباسان وجيروكاستير. يحتفل بها في 14 مارس عند نهاية الشتاء، وإحياء الطبيعة وتجديد الروح بين الألبان. تبدأ طقوس اليوم في اليوم السابق مع تحضير حلويات مثل البلوكومي المطبوخ في فرن الحطب. خلال المساء، يوزع التين المجفف والجوز وأرجل الديك الرومي والبيض المسلوق وسيميت على أفراد الأسرة.
يحتفل بديتا ميسويسيت في 7 مارس منذ سنة 1887 ويعتبره العديد من الألبان أحد أهم الأعياد في البلاد. تحيي هذه المناسبة ذكرى افتتاح أول مدرسة تدرس باللغة الألبانية في كورتشي.

### المطبخ
تطور المطبخ الألباني، وهو ممثل للمطبخ المتوسطي، عبر قرون من التغيرات الاجتماعية والاقتصادية K والأهم من ذلك أنه يشير إلى عوامل مختلفة يتفاعل بعضها مع.
يعد الطعام بالنسبة للألبان عنصرًا مهمًا في ثقافتهم وهو متجذر بعمق في تاريخ وتقاليد وقيم البلاد. تتنوع تقاليد الطبخ لدى الشعب الألباني، لكن يبقى زيت الزيتون أكثر الدهون النباتية استخدامًا في الطبخ الألباني، وهو الذي أُنتج في البلاد منذ العصور القديمة، خاصة في المنطقة الساحلية.
يستخدم المطبخ الألباني مجموعة متنوعة من المكونات التي تشمل توافرًا أوسع للخضروات مثل الكوسا والباذنجان والفلفل والطماطم والخيار والبطاطس والملفوف والسبانخ، وكذلك الحبوب مثل القمح والذرة الحلوة والشعير. تشمل الأعشاب والتوابل المستخدمة بكثرة الزعتر والنعناع والثوم والبصل والريحان. أصناف اللحوم المستخدمة على نطاق واسع هي لحم الضأن والماعز ولحم البقر ولحم العجل والدجاج وغيرها من الدواجن ولحم الخنزير. وبما ان البانيا مطلة على البحر، تحظى المأكولات البحرية بشعبية خاصة على طول سواحل البحر الأدرياتيكي الألباني والبحر الأيوني.
الضيافة من العادات الأساسية للمجتمع الألباني وتقديم الطعام جزء لا يتجزأ من استضافة الضيوف والزوار. ليس من النادر أن يُدعى الزوار لتناول الطعام والشراب مع السكان المحليين.

### الديانة
الديانات التقليدية في ألبانيا هي المسيحية والإسلام واليهودية. يوسع الدستور حرية الدين لجميع المواطنين وتحترم الحكومة عمومًا هذا الحق في الممارسة. لطالما اعتبرت ألبانيا دولة فريدة من نوعها من حيث الدين والتسامح الديني هو أحد الخصائص الرئيسية للألبان.
للمسيحية تاريخ طويل وحافل بالأحداث في البلد. يُعتقد أنه كان هناك حوالي سبعين عائلة مسيحية في دوريس منذ زمن الرسل. كان بولس الرسول مؤسس أسقفية دوريس. في القرن الحادي عشر، ذُكر الألبان لأول مرة في المصادر البيزنطية، وفي هذه المرحلة، كانوا جميعًا مسيحيين. كان أول أسقف معروف لألبانيا هو أسقف سكوتاري الذي عُيّن عام 387 في شكودر. في أواخر القرن السابع عشر، شغل البابا كليمنت الحادي عشر منصب البابا من 1700 إلى 1721. ولد لأب ألباني ينحدر من عائلة ألبانية نبيلة.